# جاناتان هیل
جاناتان هیل (انگلیسی: Jonathan Hale؛ ۲۱ مارس ۱۸۹۱ – ۲۸ فوریهٔ ۱۹۶۶) بازیگر اهل کانادا بود.
از فیلم‌ها یا برنامه‌های تلویزیونی که وی در آن نقش داشته است، می‌توان به عشق جنگلی او، برج مراقبت از فردا، بیگانگان در ترن، شهرک پسرها، آلیس آدامز، جک لندن اشاره کرد.